# Monument aux combattants russes

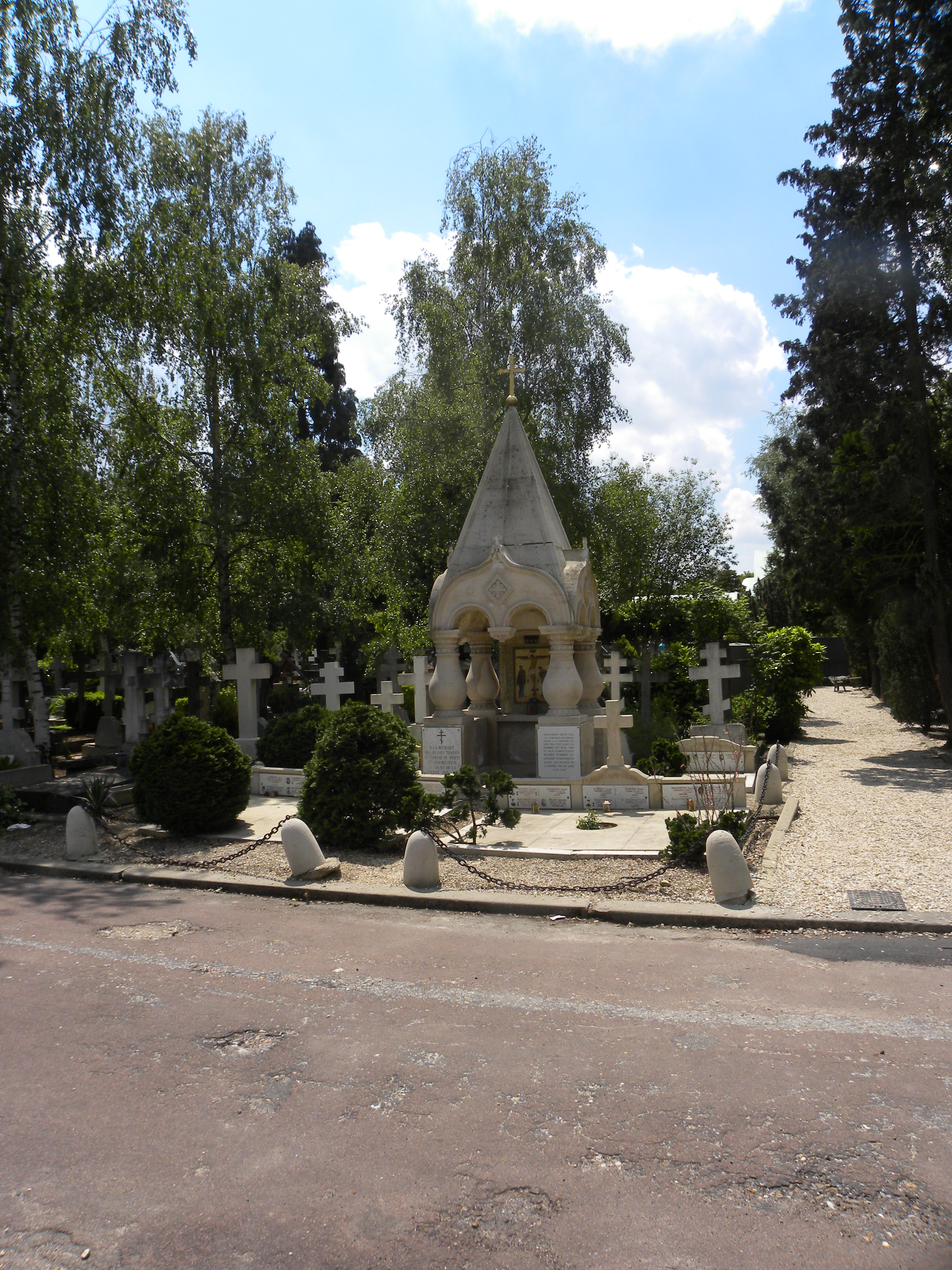
Monument aux combattants russes in Sainte-Geneviève-des-Bois

Das Monument aux combattants russes (Kriegerdenkmal für die russischen Gefallenen) auf dem russischen Friedhof in Sainte-Geneviève-des-Bois, einer französischen Gemeinde im Département Essonne in der Region Île-de-France, wurde in den 1950er Jahren errichtet. Die kleine Kapelle steht als Teil des russischen Friedhofs als Monument historique auf der Liste der Baudenkmäler in Frankreich.
Das Kriegerdenkmal erinnert an die Militärangehörigen russischer Nationalität, die im Zweiten Weltkrieg als Soldaten der französischen Armee getötet wurden.
Das Bauwerk wurde im Auftrag der Mutter eines gefallenen russischen Soldaten errichtet. Das Pyramidendach der an drei Seiten offenen Kapelle ruht auf Säulen. An der Stirnseite ist eine Ikone mit der Darstellung der Kreuzigung Christi angebracht.
Eine Gedenktafel erinnert an Wera Apollonowna Obolenskaja, die als Résistance-Kämpferin am 4. August 1944 in Berlin-Plötzensee ermordet wurde.